# 鎌倉大地震
鎌倉大地震（かまくらだいじしん）是正應6年4月12日（1293年5月19日）發生，以關東地方為中心的地震。芮氏規模為7.1、震央也未知。這也稱作為永仁關東地震、鎌倉強震地震、永仁鎌倉地震、建長寺地震等。

## 概要
正應6年4月12日（1293年5月19日），在關東地區發生了芮氏規模7.1的地震。在建長寺等許多神社佛閣倒塌，也造成了有許多人罹難。在『鎌倉大日記』也記錄到，某天也發生了應該是餘震的地震，有許多建築物倒塌、和土砂災害等，結果導致了有23,000人罹難。另外也發現到，在鎌倉幕府執權・北條貞時利用救災的混亂，命人襲擊了專橫的平賴綱宅邸，也成功了討伐賴綱父子（平禪門之亂）。朝廷重視地震的發生、之後發生的乾旱等，同年8月5日（9月6日），改元永仁。
平成20年（在2008年），在日本東京大學地震研究所分析在三浦半島小網代灣的堆積物結果，他們發現了鎌倉大地震發現巨大海嘯的痕跡。在7年（2015年）之後，在日本政府調查委員會他們認為，永仁關東地震是相模海槽和分岐斷層國府津－松田斷層帶活動所引發的連續地震。

## 地震記錄
- 鎌倉大日記
- 親玄僧正日記（醍醐寺僧的記錄）
- 武家年代記裏書

## 脚注
1. ↑  .   [2015-07-06]. （原始内容存档于2016-02-02）.
2. ↑  神縄・国府津－松田断層帯　３区域　別々に地震 的存檔，存档日期2015-05-27.カナロコ by 神奈川新聞 2015年4月25日(土)

## 關連項目
- 平禪門之亂
- 相模海槽